# Penetrância
Penetrância é um indicador quantitativo da manifestação de um fenótipo da expressão de um alelo (variante genética). Pode ser definida como a razão entre o número de indivíduos que expressam um traço fenotípico relacionado ao gene e o número de indivíduos que carregam o alelo que define esse fenótipo  (portador obrigatório), ou seja, é uma proporção entre indivíduos que possuem um alelo de um gene e manifestam as características associadas a ele (fenótipo) e todos os indivíduos que possuem aquele alelo (genótipo), manifestantes ou não do fenótipo. 
Assim, se houver um alelo (uma variante de um dado gene X, compondo um genótipo G) relacionada a um dado fenótipo F e queremos avaliar a penetrância da variante, usamos a seguinte fórmula: 
Sendo: 
P: Penetrância;

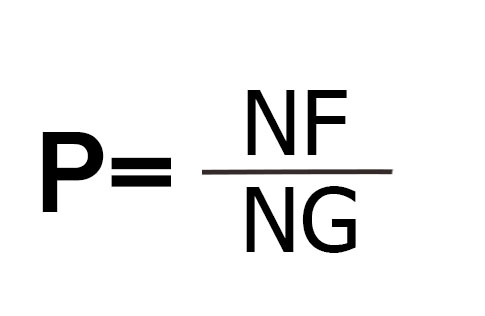
Fórmula para o cálculo da penetrância

NF: Número de pessoas que expressam fenótipo F;
NG: Número de pessoas com o genótipo G associado ao fenótipo F;
Supondo que temos uma população com 100 indivíduos portando a variante do gene de interesse, e dentre eles, 80 indivíduos manifestem o fenótipo esperado de acordo com o este alelo, através dos cálculos:
P= NF/NG    P= 80/100 P=80%
Chegamos à conclusão que essa variante do gene possui a penetrância igual a 80%, ou seja, 80% dos portadores de G manifestam o fenótipo F. 
Em suma, da perspectiva da genética a penetrância é basicamente a probabilidade de um ou mais alelos apresentarem expressão ou manifestação fenotípica.

## Penetrância completa e incompleta
Existem dois graus de penetrância: a penetrância completa e a penetrância incompleta. A penetrância completa é caracterizada quando todas as pessoas com um dado alelo (100% dos portadores da alteração) manifestam o fenótipo esperado, sendo no caso de alelos dominantes necessária apenas a presença de um alelo (heterozigoto) e nas doenças recessivas necessário que o alelo se apresenta em dose dupla (homozigoto), ou que dois alelos, um em cada cromossomo, presentes na mesma pessoa provoquem efeito equivalente a dose dupla (heterozigose composta).Uma doença que apresenta esse padrão de penetrância dita completa é a neurofibromatose, uma doença autossômica dominante. Quando um dos alelos mutados está presente, a doença vai se manifestar obrigatoriamente em algum momento da vida.  
A penetrância incompleta é caracterizada pela situação na qual nem todas as pessoas portadoras de um dado alelo manifestam o fenótipo esperado, ou seja, quando menos de 100% dos portadores apresentam o fenótipo. Ela é justamente representada pela proporção de indivíduos que apresentam esse fenótipo. Um exemplo de doença que apresenta esse padrão de penetrância incompleta é o retinoblastoma, uma doença autossômica dominante, com cerca de 80% de penetrância. Cerca de 80% dos indivíduos que herdam um alelo que aumenta a susceptibilidade a esse tipo de tumor de fato o manifestam em algum momento da vida. Outrossim, os espasmos torticolares tetânicos, doença que afeta perus, tem penetrância incompleta de 86%, sendo uma doença  caracterizada por retração transitória da cabeça em direção posterior, impedindo que o animal se hidrate, resultando na morte da maior parte dos animais (Savage et al., 1993). Ademais, a penetrância incompleta provavelmente é resultado de uma combinação de outros fatores genéticos com fatores ambientais.

## Penetrância X Expressividade
Diferentemente da penetrância que decorre da avaliação da presença de caracteres discretos, ou seja, o haver  ou não haver a manifestação de um fenótipo, fator importante para o diagnóstico de uma doença, a expressividade mede o grau de gravidade da manifestação do fenótipo de indivíduos com o mesmo genótipo, fator importante para análise da gravidade da doença. Quando observamos indivíduos com o mesmo genótipo e com o mesmo fenótipo, porém com intensidades e/ou idade de início diferentes na manifestação desse fenótipo, estamos observando o resultado da variação da expressividade.
Para exemplificar os conceitos e suas confluências, apenas de maneira ilustrativa, podemos utilizar como modelo um feijão hipotético, o qual possui variações fenotípicas de padrão de coloração do seu tegumento condicionadas por um único gene, cuja manifestação pode variar desde um feijão sem manchas, alguns em condição intermediária com algumas manchas, até uma condição totalmente pigmentada. Primeiramente, suponha que todos os indivíduos demonstrados apresentam o mesmo alelo, o qual é responsável pela produção do padrão de pigmentação, e o que pode suprimir ou modificar o padrão de pigmentação são os efeitos do restante do genoma e do ambiente. Dessa forma, com objetivos didáticos, podemos hipotetizar quatro cenários distintos para o gene que condiciona os diferentes padrões de pigmentações do feijão: 
1. Penetrância completa: todos os indivíduos portadores da mutação têm fenótipo, o qual se manifesta de maneira igual.
2. Penetrância incompleta: existem  apenas duas variações, os indivíduos que têm a mutação e não são portadores da mutação, portanto não possui nenhuma mancha e os todos que têm a mutação a manifestam da mesma maneira.
3. Penetrância completa  e expressividade variável: todos portadores têm algum grau de manifestação fenotípica, mas a maioria não se manifesta da mesma maneira.
4. Penetrância incompleta e expressividade variável: existem todas as variações, desde indivíduos que não possuem o fenótipo, até indivíduos que possuem o fenótipo em diferentes graus de expressividade.

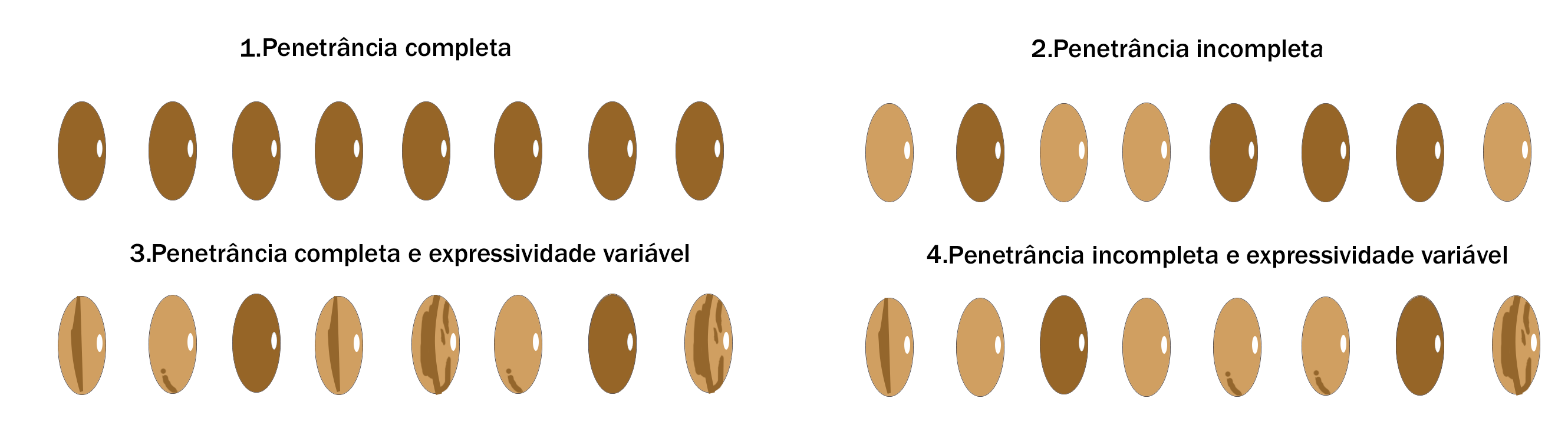
Fenótipos do feijão hipotético variando a penetrância e expressividade

Fonte: Ruan Carlos Salvador, adaptado de Griffiths et al. (2000); Naslavsky, M. ( 2020).
Ademais, a expressividade assim como a penetrância pode ser influenciada pelo ambiente e pela influência de outros genes, os quais carregam variantes que podem em combinação, influenciar a manifestação de fenótipos tão variados. Mas quais fatores causariam penetrância incompleta? O motivo para alguém apresentar o genótipo e não expressar o fenótipo correspondente ou ainda apresentar o genótipo e expressar fenótipos com intensidades variadas, é bastante difícil de se identificar. 
O nosso genoma é constituído por uma enorme quantidade de genes, esses que podem interagir entre si, como observamos em relações de epistasia por exemplo, podendo vir desse modo a influenciar em sua manifestação e consequentemente afetando a manifestação do fenótipo. Sabemos, por exemplo, que o componente genético que participa de fenótipos multifatoriais e prevalentes (como, por exemplo, doença de Alzheimer, hipertensão, diabetes tipo 2 e doença arterial coronariana) é poligênico, ou seja, o efeito genético está distribuído em diversos genes, que carregam alelos de efeitos muito baixos. Estudos de associação de amplitude genômica (GWAS - Genome-wide association studies) são conduzidos para detectar este efeito, que é medido na forma de razão de chances (Odds Ratio), no caso de fenótipos discretos (ter ou não ter) ou um valor beta, que é a inclinação da curva numa regressão linear de fenótipos quantitativos. Estes tamanhos de efeito podem ser considerados conceitualmente equivalentes à penetrância.
O ambiente é outro fator que também influencia na expressão fenotípica de um alelo, uma exemplificação prática disso são o caso de hormônios com a produção desencadeada por fatores externos, que podem vir a modular a expressão de alguns genes. 
Assim, Griffiths (2000, p. 211) conclui:
“ A influência do ambiente. Indivíduos com o mesmo genótipo podem demonstrar uma diversidade de fenótipos, dependendo do ambiente. A variação dos fenótipos em relação aos indivíduos mutantes e do tipo selvagem pode se sobrepor: o fenótipo de um indivíduo mutante que cresceu em um conjunto de circunstâncias pode corresponder ao fenótipo de um indivíduo do tipo selvagem que cresceu em um conjunto de circunstâncias diferente, Se essa correspondência ocorrer, o mutante não pode ser distinguido do tipo selvagem.”

## Penetrância, expressividade e aconselhamento genético
O aconselhamento genético é caracterizado como um processo no qual são dadas informações sobre hereditariedade. Nesse processo podem ser feitos testes genéticos escolhidos com base em determinados critérios que dependem de aspectos ligados ao paciente ou sua história familiar, cada um com suas potencialidades e limitações, e os resultados são traduzidos de uma forma a auxiliar o paciente na compreensão do resultado e os riscos de ocorrência ou recorrência familial de anomalias genéticas (Bertollo et al., 2013). Entretanto, em alguns casos a determinação do risco de recorrência de uma doença não é tão simples, podendo ser dificultada pela penetrância incompleta, expressividade variável e a idade tardia da manifestação.
Assim, a penetrância e a expressividade são fenômenos que dificultam constantemente as previsões oriundas de estimativas de risco para efeitos de aconselhamento genético. No material genético de uma pessoa, por exemplo, podemos encontrar variados alelos associados a doenças, porém não raras vezes estão associados a uma penetrância baixa, ou seja, com baixíssimas chances de manifestação, fato esse que traz questionamentos acerca da crescente popularização de testes genéticos, visto que a maioria desses testes apenas disponibilizam as possíveis doenças que o indivíduo possa desenvolver, omitindo os dados de penetrância, com sua posterior interpretação e explicação. Como mencionado acima, alelos de baixa penetrância que contribuem com o fenótipo apenas quando em combinação, no caso de herança multifatorial,  apresentam riscos relativos baixos, sem portanto validade clínica e de difícil interpretação.
Um outro aspecto que dificulta bastante no aconselhamento genético são pessoas que apresentam alelos de baixa penetrância ou expressividade, com fenótipo correspondente tão brando que pode passar despercebido ao exame clínico, gerando ocasionalmente um erro de diagnóstico, ou seja, a sutileza de um fenótipo mutante pode ser de difícil mensuração em uma situação de laboratório, e assim pode tornar mais complexa  a interpretação de um heredograma.

## Implicações evolutivas da penetrância e expressividade
É interessante refletir, sobre um ponto de vista evolutivo, que muitos genes com alelos prejudiciais nas populações se mantém em seu pool gênico justamente por possuírem penetrância incompleta, isso ocorre, pois dentro de uma população existem muitos indivíduos que possuem o genótipo da mutação, apesar de não manifestarem seu fenótipo esperado, transmitindo dessa forma esses genes para as próximas gerações. Outro aspecto que influencia diretamente na evolução dos genes é a expressividade, a expressividade tardia de genes letais, por exemplo, permite que esses genes sejam transmitidos para outras gerações, uma vez que o indivíduo já tenha passado pelo seu ciclo reprodutivo quando manifesta a doença, assim permitindo sua manutenção no pool gênico da população. Além da expressividade relacionada ao tempo, a intensidade da expressividade também afeta a transmissibilidade dos genes, pois indivíduos que possuem baixa expressividade são mais propícios a viverem mais e assim têm maiores probabilidades de transmitir seus genes adiante.  Vale ressaltar, também, que o fenômeno de penetrância incompleta é bem mais comum de se observar do que o da penetrância completa. 